# Aleksandra Mirosław
Aleksandra Mirosław, nata Rudzińska (Lublino, 2 febbraio 1994), è un'arrampicatrice polacca specialista della velocità, campionessa olimpica a Parigi 2024.

## Biografia
Rudzińska ha iniziato a praticare l'attiva sportiva all'età di sette anni dedicandosi al nuoto. Nel 2007 è passata all'arrampicata sportiva, seguendo le orme della sorella maggiore Małgorzata, e due anni più tardi è diventata campionessa del mondo giovanile di velocità. 
Nel 2013 vince la medaglia d'argento ai Campionati europei di velocità e giunge quarta ai Giochi mondiali di Cali; l'anno seguente ottiene il terzo posto nella stessa specialità ai Campionati del mondo disputati a Gijón. Alla sua seconda esperienza ai Giochi mondiali, a Breslavia 2017, si posiziona quinta. Nel 2018 è campionessa mondiale di velocità; l'anno dopo sposa il suo allenatore Mateusz Mirosław e inizia a gareggiare col nuovo cognome del marito. Ai Campionati del mondo del 2019 si conferma campionessa di velocità e inoltre il raggiungimento della finale di combinata le vale la qualificazione alle Olimpiadi di Tokyo 2020.

## Palmarès

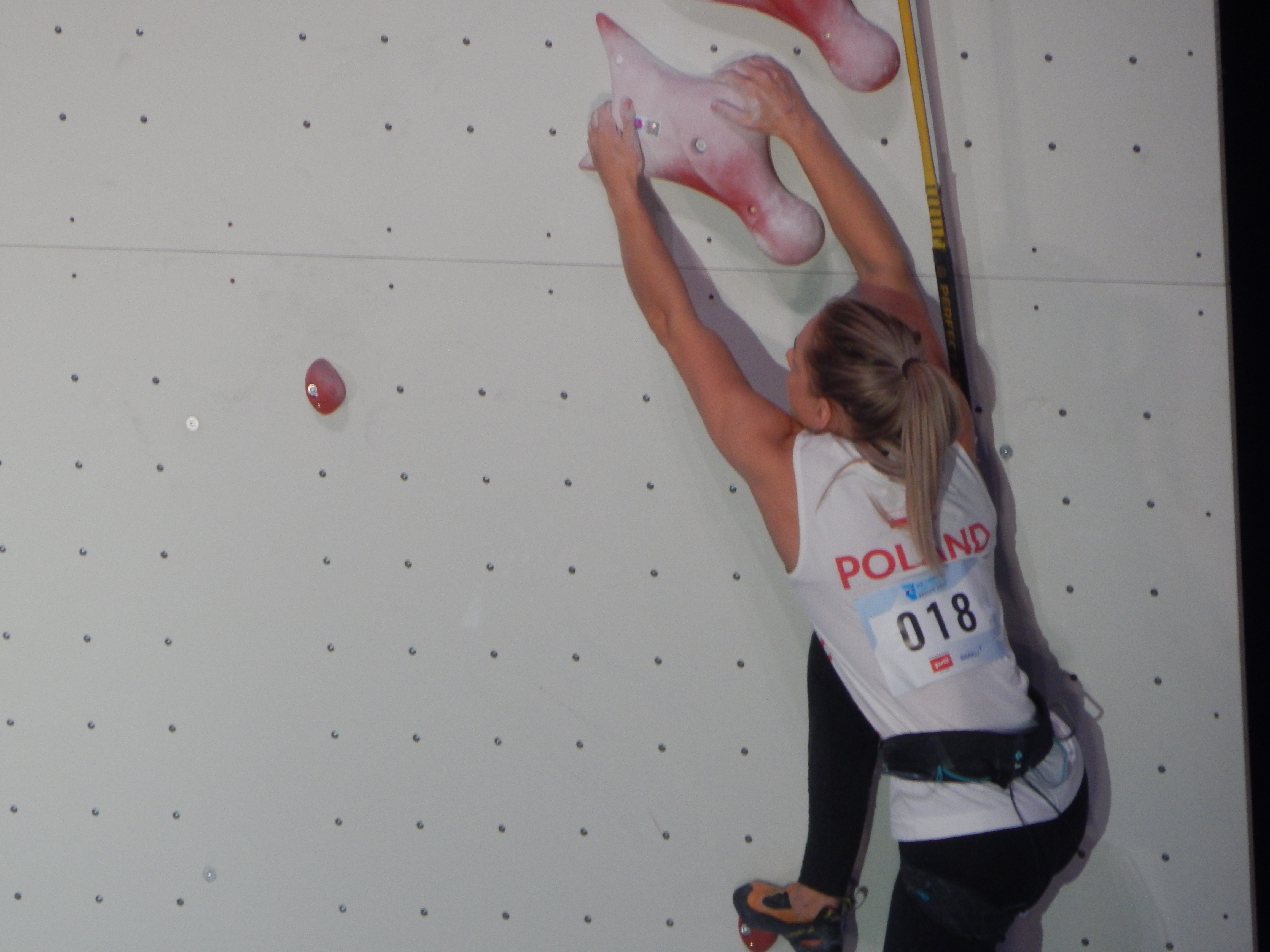
Aleksandra Mirosław ai Campionati europei del 2020

- Giochi olimpici

Parigi 2024: oro nella velocità

### Coppa del mondo
|          | 2010 | 2011 | 2012 | 2013 | 2014 | 2015 | 2016 | 2018 | 2019 |
| -------- | ---- | ---- | ---- | ---- | ---- | ---- | ---- | ---- | ---- |
| Velocità |      |      |      | 3    |      |      |      | 19   | 9    |

### Campionato del mondo
|            | 2012 | 2014 | 2016 | 2018 | 2019 |
| ---------- | ---- | ---- | ---- | ---- | ---- |
| Difficoltà |      |      |      | 97   | 72   |
| Boulder    |      |      |      | 92   | 57   |
| Velocità   | 8    | 3    | 4    | 1    | 1    |
| Combinata  |      |      |      | 10   | 4    |

### Campionato europeo
|           | 2013 | 2015 | 2017 | 2019 |
| --------- | ---- | ---- | ---- | ---- |
| Velocità  | 2    | 7    | 12   | 1    |
| Combinata |      |      |      | 35   |

## Statistiche

### Podi in Coppa del mondo velocità
| Stagione | 1º | 2º | 3º | Podi totali |
| -------- | -- | -- | -- | ----------- |
| 2012     | 1  |    |    | 1           |
| 2013     | 1  | 1  | 1  | 3           |
| 2014     |    | 1  |    | 1           |
| 2016     |    | 1  | 2  | 3           |
| 2018     | 1  |    |    | 1           |
| 2019     | 1  | 1  |    | 2           |
| Totale   | 4  | 4  | 3  | 11          |